# Heartattack and Vine
Heartattack and Vine va ser l'últim àlbum de Tom Waits amb el segell Asylum, llançat el setembre de 1980.
Jersey Girl va ser escrit per Tom Waits per a la seva esposa. Les adaptacions fetes per Jon Bon Jovi i Bruce Springsteen són famoses. El tema Mr. Siegal fa referència al gàngster Bugsy Siegel. On the nickel, va ser gravada per la pel·lícula de Ralph Waite del mateix nom. Heartattack and Vine va ser versionada per Screamin' Jay Hawkins i després va aparèixer en un espot publicitari de Levi's.

## Títols
1. Heartattack and vine - 4:50
2. In shades - 4:25
3. Saving all my love for you - 3:41
4. Downtown - 4:45
5. Jersey Girl - 5:11
6. 'Til the money runs out - 4:25
7. On the nickel - 6:19
8. Mr. Siegal - 5:14
9. Ruby's arms - 5:34

## Músics
- Bob Alcívar - arranjaments de corda i director d'orquestra
- Ronnie Barron - orgue Hammond, piano
- Roland Bautista - guitarra elèctrica, guitarra de 12 cordes
- Greg Cohen - baix
- Victor Feldman - percussió Chimes Glockenspiel
- Hughart Jim - baix
- Plas Johnson - saxos tenor i baríton
- Michael Lang - piano
- Larry Taylor - baix
- "Big John" Thomassie - bateria
- Tom Waits - veu, guitarra, piano
- Jerry Yester - Arranjaments i director d'orquestra